# 京都先端科学大学附属中学校・高等学校
京都先端科学大学附属中学校・高等学校（きょうとせんたんかがくだいがくふぞくちゅうがっこうこうとうがっこう、英語: Kyoto University of Advanced Science Junior & Senior High School）は、京都府京都市右京区花園寺ノ中町にある共学の私立中学校・高等学校。1925年に設立された。略称はKUAS、京都先端、先端中・先端高。
学校名は、京都先端科学大学（旧：京都学園大学）を運営する学校法人永守学園（旧：学校法人京都学園）と学校法人京都光楠学園との合併に伴い、2021年4月に京都学園中学高等学校から変更された。

## 概観
校長は佐々井宏平。理事長は日本電産創業者の永守重信。

### 学園の概要
1925年（大正14年）に辻本光楠（1881～1948）が京都商業学校を設立。1951年（昭和26年）に辻本一郎（第2代理事長）が学校法人京都学園を設置した。また、かつては商業学校の他、工業学校、自動車学校も存在していたが、学制改革によって再編された。
京都商業高等学校時代の通称は、京商
京都学園中学高等学校時代の通称は、京学、KG、学園

### 建学の精神
建学の精神は、「世界の舞台に堂々と自分の意志で立ち、行動できる人を育てる」
京都先端科学大学附属中学校高等学校のホームページには、以下のような説明がある。
京都先端科学大学附属中学校高等学校HPより引用。

### 校風および特色
高校では、長期留学を行う国際コースや、理科探究型学習や高大連携授業を行う特進ADVANCEDコースなど4コースを、中学では、GNコースのみを設置し、カリキュラムの異なる2クラスを編成している。
国際交流にも力を入れ、ヨーロッパ・北アメリカ・アジア・アフリカの英語圏の幅広い学校と姉妹校提携や教育機関提携を実施しており、中学・高校全コースが海外でのホームステイを実施する。
また文武両道を目指し、柔道部では、全国大会に出場するなどの成績を残している。
「21.3世紀のGlobal Navigatorの育成」をスローガンに掲げ、法人合併に伴い、内部進学制度の導入や、中高大一貫カリキュラムの設計・新たな教育プログラムの開発、英語によるサマーキャンプ等の検討、京都先端科学大学工学部との連携によるSTEAM教育の推進などを目指すとしている。
中学校のイメージカラーは緑、高校のイメージカラーは紫。
京都先端科学大学附属中学校・高等学校 校章

## 学校法人 永守学園
1946年（昭和21年）辻本光楠（設立者・初代理事長）が財団法人京都学園を設置。
1951年（昭和26年）辻本一郎（第2代理事長）が学校法人京都学園を設置。
2014年（平成26年）学校法人京都学園（現、学校法人永守学園）から学校法人京都光楠学園が分離独立。
京都学園大学（現：京都先端科学大学）と、京都がくえん幼稚園・京都がくえん保育園（現：京都先端科学大学附属みどりの丘幼稚園・みどりの丘保育園）は学校法人京都学園（現、学校法人永守学園）に、京都学園中学高等学校（現：京都先端科学大学附属中学校高等学校）は学校法人京都光楠学園となる。
2018年（平成30年）第14代理事長に日本電産（現、ニデック）創業者の永守重信が就任。
2019年（平成31年）学校法人京都学園から学校法人永守学園に法人名変更。
2021年（令和3年）学校法人永守学園が学校法人京都光楠学園と再合併。
| 法人                 | 法人             | 代     | 氏名 (回目)   | 任期                   | 法人                       | 法人                       | 代                         | 氏名 (回目)                  | 任期                       |
| -------------------- | ---------------- | ------ | ------------- | ---------------------- | -------------------------- | -------------------------- | -------------------------- | ---------------------------- | -------------------------- |
| 1946年5月～1951年3月 | 財団法人京都学園 | 初代   | 辻本 光楠     | 1946年5月～1948年6月   |                            |                            |                            |                              |                            |
| 1946年5月～1951年3月 | 財団法人京都学園 | 第2代  | 辻本 一郎 (1) | 1948年8月～1951年3月   |                            |                            |                            |                              |                            |
| 1951年3月～2018年3月 | 学校法人京都学園 | 第2代  | 辻本 一郎 (1) | 1951年3月～1970年2月   |                            |                            |                            |                              |                            |
| 1951年3月～2018年3月 | 学校法人京都学園 | 第3代  | 保科 善四郎   | 1970年2月～1971年10月  |                            |                            |                            |                              |                            |
| 1951年3月～2018年3月 | 学校法人京都学園 | 第4代  | 辻本 一郎 (2) | 1971年10月～1973年12月 |                            |                            |                            |                              |                            |
| 1951年3月～2018年3月 | 学校法人京都学園 | 第5代  | 宇野 勝次     | 1973年12月～1975年12月 |                            |                            |                            |                              |                            |
| 1951年3月～2018年3月 | 学校法人京都学園 | 第6代  | 辻本 一郎 (3) | 1975年12月～1985年5月  |                            |                            |                            |                              |                            |
| 1951年3月～2018年3月 | 学校法人京都学園 | 第7代  | 大槻 嘉男     | 1985年5月～1986年5月   |                            |                            |                            |                              |                            |
| 1951年3月～2018年3月 | 学校法人京都学園 | 第8代  | 木下 稔       | 1986年5月～1993年9月   |                            |                            |                            |                              |                            |
| 1951年3月～2018年3月 | 学校法人京都学園 | 代理   | 山田 三郎 (1) | 1993年9月～1994年1月   |                            |                            |                            |                              |                            |
| 1951年3月～2018年3月 | 学校法人京都学園 | 第9代  | 辻本 一郎 (4) | 1995年8月～2001年4月   |                            |                            |                            |                              |                            |
| 1951年3月～2018年3月 | 学校法人京都学園 | 第10代 | 山田 三郎 (2) | 2001年4月～2003年3月   |                            |                            |                            |                              |                            |
| 1951年3月～2018年3月 | 学校法人京都学園 | 第11代 | 辻本 一彦     | 2003年3月～2009年3月   |                            |                            |                            |                              |                            |
| 1951年3月～2018年3月 | 学校法人京都学園 | 第12代 | 西井 泰彦     | 2009年3月～2012年11月  |                            |                            |                            |                              |                            |
| 1951年3月～2018年3月 | 学校法人京都学園 | 第13代 | 田辺 親男     | 2012年11月～2018年3月  | 学校法人 京都学園 から分離 | 学校法人 京都学園 から分離 | 学校法人 京都学園 から分離 | 学校法人 京都学園 から分離   | 学校法人 京都学園 から分離 |
| 1951年3月～2018年3月 | 学校法人京都学園 | 第13代 | 田辺 親男     | 2012年11月～2018年3月  | 2014年4月～2021年3月       | 学校法人 京都光楠学園      | 初代                       | 小川 正雄                    | 2014年4月～2017年4月       |
| 1951年3月～2018年3月 | 学校法人京都学園 | 第13代 | 田辺 親男     | 2012年11月～2018年3月  | 2014年4月～2021年3月       | 学校法人 京都光楠学園      | 第2代                      | 佐々井 宏平 （学校長と兼任） | 2017年4月～2021年3月       |
| 1951年3月～2018年3月 | 学校法人京都学園 | 第14代 | 永守 重信     | 2018年3月～（現職）    | 2014年4月～2021年3月       | 学校法人 京都光楠学園      | 第2代                      | 佐々井 宏平 （学校長と兼任） | 2017年4月～2021年3月       |
| 2019年3月～          | 学校法人永守学園 | 第14代 | 永守 重信     | 2018年3月～（現職）    | 2014年4月～2021年3月       | 学校法人 京都光楠学園      | 第2代                      | 佐々井 宏平 （学校長と兼任） | 2017年4月～2021年3月       |
| 2019年3月～          | 学校法人永守学園 | 第14代 | 永守 重信     | 2018年3月～（現職）    | 学校法人 永守学園 と合併   |                            |                            |                              |                            |

## 創設者
- 辻本光楠 − 1897年（明治30年）に15歳で単身アメリカ・サンフランシスコへ渡る。次の時代を担う日本の若者に、世界のどの舞台に立っても堂々と自分の意志で行動できる人になってもらいたい、という熱き思いで、1925年（大正14年）に京都商業学校を創立。1881年（明治14年）生まれ、1948年（昭和23年）没。
  - 平成20年度に竣工した“光楠館”にその名が使われている。

## 沿革
- 1925年（大正14年） - 京都市吉田に京都商業学校（夜間甲種4年制）設立（創立者：辻本光楠）
- 1928年（昭和3年） - 5年制昼間部設置。現在地に移転
- 1945年（昭和20年） - 財団法人京都工業学校の設立認可
- 1946年（昭和21年） - 京都商業学校復元認可。財団法人京都学園発足
- 1947年（昭和22年） - 6・3制実施に伴い、京都学園中学校設置
- 1948年（昭和23年） - 学制改革により京都商業学校を京都商業高等学校に転換、商業科設置
- 1951年（昭和26年） - 財団法人京都学園を改組し、学校法人京都学園を設立。京都学園中学校廃校
- 1969年（昭和44年） - 京都商業高等学校に普通科、事務科設置
- 1980年（昭和55年） - 事務科廃止
- 1986年（昭和61年） - （当時の）学校法人所在地を高等学校校地から大学校地へ変更
- 1988年  (昭和63年)  - 伝統ある商業科の募集を停止し、現行の普通科のみの募集とこの年からなる
- 1990年（平成2年） - 京都商業高等学校を京都学園高等学校に校名変更
- 1992年（平成4年） - 週5日制を実施
- 1994年（平成6年） - 留学コース設置。セメスター制開始
- 1999年（平成11年） - 京都学園高等学校亀岡グランド完成
- 2000年（平成12年） - 京都学園中学校設立。京都学園高等学校の特進コースを特進ADVANCEDコースに名称変更、特進BASICコースを設置
- 2006年（平成18年） - 制服のデザインを変更する。
- 2008年（平成20年） - 光楠館竣工。光楠館の名は創設者の辻本光楠に由来する。
- 2009年（平成21年） - 特進棟完成。体操着のデザインを変更する。
- 2014年（平成26年） - 学校法人京都学園より学校法人京都光楠学園が分離独立。京都学園大学は学校法人京都学園の、本学は学校法人京都光楠学園による運営となる（ただし、京都学園高等学校卒業者を対象とした京都学園大学への進学枠は維持）
- 2015年（平成27年） - 創立90周年記念事業の一環として翠嵐館竣工。翠嵐館の名は校歌の「見よ衣笠の翠嵐の」という句から取られた。また、制服・体操服のデザインを変更する。文部科学省より「スーパーグローバルハイスクール（SGH）」指定校となる[4]。
- 2019年（平成31年） - 新食堂棟のK.G Café Phi Φ [ファイ] 竣工[5]。
- 2021年（令和3年） - 京都先端科学大学（旧：京都学園大学）を運営する学校法人永守学園（旧：学校法人京都学園）と学校法人京都光楠学園が合併。校名が京都学園中学校・高等学校から京都先端科学大学附属中学校・高等学校へと変更される。また、文部科学省より令和3年度「WWL（ワールド・ワイド・ラーニング）コンソーシアム構築支援事業」の拠点校に採択[6][7][8]される。
- 2024年（令和6年）- 北グラウンド人工芝化。文部科学省により高等学校DX加速化推進事業（DXハイスクール）に採択。
- 2025年（令和7年）- 同年5月15日、創立100周年を迎える。

|                 | 高校                         | 中学校                     | 法人                                      |
| --------------- | ---------------------------- | -------------------------- | ----------------------------------------- |
| 1925.03~1944.03 | 京都商業学校                 |                            |                                           |
| 1944.03~1946.03 | 京都工業学校                 | 財団法人 京都学園          |                                           |
| 1946.04~1947.03 | 京都商業学校                 | 財団法人 京都学園          |                                           |
| 1947.04~1951.03 | 京都商業学校                 | 財団法人 京都学園          | 京都学園中学校                            |
| 1951.04~1990.03 | 京都商業高等学校             |                            | 学校法人 京都学園                         |
| 1990.04~2000.03 | 京都学園高等学校             |                            | 学校法人 京都学園                         |
| 2000.04~2014.03 | 京都学園高等学校             | 京都学園中学校             | 学校法人 京都学園                         |
| 2014.04~2021.03 | 京都学園高等学校             | 京都学園中学校             | 学校法人 京都光楠学園                     |
| 2021.04~        | 京都先端科学大学附属高等学校 | 京都先端科学大学附属中学校 | 学校法人 永守学園（旧 学校法人 京都学園） |

## 中学校設置コース

### 2009年度入学生以前
- アカデメイア・コース
  - 国公立大学や難関私立大学を突破するための学習コース
  - 高校では特進系コースにあたる
- フロンティア・コース
  - 海外研修（イギリスホームステイ）や情報処理技術訓練を経て、豊かな社会能力を身につけるための学習コース
  - 高校では国際系コースにあたる

### 2010年度入学生以降
2010年度入学生から、アカデメイア・フロンティアの2コース制⇒国際・特進・進学の3コース制へ変更
- 国際コース
  - 高校国際コースにつながるコース
  - 英語力をとことん鍛える。具体的には中学終了時に英検2級の合格を目指したり、ネイティブによる授業を早くから積極的に取り入れる
  - 研修旅行はカナダ・カルガリーへ2週間の留学を予定

- 特進コース
  - 高校特進ADVANCEDコースにつながる中高一貫コース
  - 高校科目を先取りすることで大学受験に備え、近畿圏の難関国公立・難関私大への現役合格を目指す
  - 研修旅行は英国に7泊9日のホームステイを予定

- 進学コース
  - 高校特進BASICコース・進学コースにつながるコース
  - 高い学力を身につける且つ部活動に積極的に参加することで文武両道を目指す
  - 特進と同様、英国でのホームステイを予定

### 2015年度入学生以降
2015年度入学生以降、国際・特進・進学から、国際・特進ADVANCED・特進BASICへと名称変更
- 国際コース
  - 高校国際コースにつながるコース
  - 研修旅行は、カナダ・カルガリーでのホームステイを実施

- 特進ADVANCEDコース
  - 高校特進ADVANCEDコースにつながる中高一貫コース
  - 高校科目を先取りすることで大学受験に備え、近畿圏の難関国公立・難関私大への現役合格を目指す
  - 研修旅行は、2015年度入学生はイングランド南部、2016年度入学生はカナダ・ノバスコシア州でのホームステイ

- 特進BASICコース
  - 高校特進BASICコース・進学コースにつながるコース
  - 高い学力を身につける且つ部活動に積極的に参加することで文武両道を目指す
  - 研修旅行は、2015年度入学生はイングランド南部、2016年度入学生はカナダ・ノバスコシア州でのホームステイ

### 2017年度入学生以降
2017年度入学生以降、国際・特進ADVANCED・特進BASICの3コース制から、GNコース（一貫クラス・探究クラス）1コース・2クラス制へ変更
※GNとはGlobal Navigatorの略
- GNコース（一貫クラス）
  - 高校特進ADVANCEDコースにつながる中高一貫コース（高校一年次のみ別クラス）
  - 高校科目を先取りすることで大学受験に備え、近畿圏の難関国公立・難関私大への現役合格を目指す
  - 研修旅行は、カナダ・ノバスコシア州でのホームステイを実施

- GNコース（探究クラス）
  - 高校特進BASICコース・進学コースにつながるコース
  - 高い学力を身につける且つ部活動に積極的に参加することで文武両道を目指す
  - 研修旅行は、カナダ・ノバスコシア州でのホームステイを実施

### 2020年度入学生以降
2020年度入学生以降、GNコース（一貫クラス・探究クラス）から、GNコース（Sクラス・Aクラス）へ変更
SクラスとAクラスは成績や目標・進路によって毎年入れ替えを実施（入学時は入試成績でクラスを編成）
- GNコース（Sクラス）
  - 高校特進ADVANCEDコースに接続する中高一貫コース（高校一年次のみ別クラス）
  - 高校の内容を先取りした授業を実施（英語）

- GNコース（Aクラス）
  - 高い学力を身につける且つ部活動に積極的に参加することで文武両道を目指す。
  - グレード別授業を実施（英語・数学）
- Sクラス・Aクラス共通
  - 研修旅行は、カナダ・ノバスコシア州でのホームステイを実施
  - 音楽、美術でイマージョン授業を実施

### 2025年度入学生以降
2025年度入学生以降、GNコース（Sクラス・Aクラス）に加えて、先端グローバルコース（SGコース）を新設

- 先端グローバルコース（SGコース）
  - 完全中高6年間一貫コース
  - 中高大一貫カリキュラムに基づく探究型の学びを実施
  - イティブ教員主導の英語授業をはじめ、中学では体育、音楽、美術で、 高校では数学・理科の一部科目でイマージョン授業を実施
  - 中学3年時にカナダ・ノバスコシア州への5カ月間のターム留学を実施
  - 高校2年時にはシンガポール国立大学で入寮型の研修を実施予定
  - 高校3年時には全員が週1日は大学キャンパスで学ぶ（太秦DAY）を実施し、 授業を受けて成績評価を受けると京都先端科学大学入学後、卒業単位として認定される早期限修制度を導入

|               |  | 2009年度 以前 | 2010 ～14年度 | 2015 ～16年度 |                 | 2017 ～19年度           | 2020 ～24年度        | 2025年度 以降          |
| ------------- |  | ------------- | ------------- | ------------- | --------------- | ----------------------- | -------------------- | ---------------------- |
|               |  |               |               |               | 中高大          |                         |                      | 先端 グローバル コース |
| 国際系 コース |  | フロンティア  | 国際          | 国際          | 中高一貫 コース | GNコース （一貫クラス） | GNコース （Sクラス） | GNコース （Sクラス）   |
| 特進系 コース |  | アカデメイア  | 特進          | 特進 ADVANCED | 中高一貫 コース | GNコース （一貫クラス） | GNコース （Sクラス） | GNコース （Sクラス）   |
| 特進系 コース |  | アカデメイア  | 特進          | 特進 ADVANCED | 普通 コース     | GNコース （探究クラス） | GNコース （Aクラス） | GNコース （Aクラス）   |
| 進学系 コース |  |               | 進学          | 特進 BASIC    | 普通 コース     | GNコース （探究クラス） | GNコース （Aクラス） | GNコース （Aクラス）   |

## 高校設置コース

### 2021年度現在の設置コース
- 普通科
  - ■国際コース（文系のみ）
  - ■特進ADVANCEDコース（文系／理系）
  - ■特進BASICコース（文系／理系）
  - ■進学コース（文系／理系）
    - ■部活動クラス（スポーツクラス）

- ■国際コース
  - 2年次にイギリス（10か月）または、カナダ（10か月または7か月）への長期留学を実施
  - 探究型プログラム「KOA Global Studies[注 1]」や、アクティブラーニングを取り入れた授業を実施
  - 難関私立大学（早慶上智・ICU・関関同立・GMARCH）、地方国公立大学（九州大・筑波大・国際教養大 ほか）、海外難関大学への進学を目指す
  - 文系のみのコース
  - 旧称、留学コース（平成9年度入学生まで）
  - コースカラーはピンク■

- ■特進ADVANCEDコース
  - 最難関国公立大学（京大・阪大・神大・医学部）、地方国公立大学、難関私立大学（早慶上理・関関同立・GMARCH）への進学を目指す
  - 理科探究型学習「SGS（Science Global Studies）」（1年次のみ）や、高大連携ハイレベル講座などを実施
  - 研修旅行は、イギリス・イングランド南部へ3週間の短期留学（全員ホームステイを実施） ※2024年度以降2週間に短縮
  - 特進ADVANCEDコース専用校舎・自習室を完備
  - 週5日、7時間授業を3年間実施
  - 2年次に文理選択
  - 旧称、特進コース（平成11年度入学生まで）
  - コースカラーは青■

- ■特進BASICコース
  - 難関私立大学（関関同立）、有名私立大学（産近甲龍佛）、国公立大学への進学を目指す
  - 高い学力を身につける且つ部活動に積極的に参加することで文武両道を目指す
  - 研修旅行は、アメリカ・カリフォルニア州のサンフランシスコ、モデストへ1週間の短期留学（全員ホームステイを実施）
  - 2年次に文理選択
  - コースカラーは緑■

- ■進学コース
  - 有名私立大学（産近甲龍佛・摂神追桃）、私立大学への進学を目指す
  - 基礎学力を身につける且つ部活動に積極的に参加することで文武両道を目指す
  - 研修旅行は、アメリカ・カリフォルニア州のサンフランシスコ、モデストへ1週間の短期留学（全員ホームステイを実施）
  - 2年次に文理選択（部活動クラスを除く）
  - コースカラーは橙■

### 廃止されたコース
- 普通科
  - 国際ICTコース（旧：ICTコース）（平成24年度入試にて募集停止）
- 事務科（昭和58年 廃止）
- 商業科（昭和63年 募集停止）

## 研修旅行・国際交流

### 全員参加の研修旅行
- 高校・中学共に、全コース、研修旅行中はホームステイを行う。
- 中学では3年次に、高校では2年次に実施
- 国際コース - イギリス（10か月）または、カナダ（10か月または7か月）長期留学
- 特進ADVANCEDコース - イギリス・イングランド南部へ3週間の短期留学
- 特進BASICコース・進学コース（部活動クラス含む） - アメリカ・カリフォルニア州のサンフランシスコ、モデストへ1週間の短期留学
- 中学校全コース - カナダ・ノバスコシア州に10日前後の短期留学

| 中／高 | コース       | 研修旅行先（期間）                             | 目的                  | 実施時期         |
| ------ | ------------ | ---------------------------------------------- | --------------------- | ---------------- |
| 高校   | 国際         | イギリス（10か月） カナダ（10か月または7か月） | 長期留学              | 2年次 9月        |
| 高校   | 特進ADVANCED | イギリス 南部（3週間）                         | 短期留学 （語学研修） | 2年次 7月        |
| 高校   | 特進BASIC    | アメリカ サンフランシスコ・モデスト （1週間）  | 短期留学              | 2年次 10月       |
| 高校   | 進学         | アメリカ サンフランシスコ・モデスト （1週間）  | 短期留学              | 2年次 10月       |
| 中学   | GN           | カナダ・ノバスコシア州（10日間）               | 国際交流              | 3年次 5月末～6月 |

### 希望制の短期留学
- 全員参加の研修旅行の他に、夏季休暇などを利用した海外留学制度もある。
  - イギリス・イングランド／ウェールズへの短期留学（2週間）（高校全コース対象）
  - 理科教育での中国への勉強会・発表会（5日程度）（特定の理科教育受講者からの希望者の中の選抜者）
  - ベトナム・フィリピン・フィンランドの姉妹校に1週間ほど短期留学（国際コース対象）
  - ザンビアへの実習（新型コロナウイルス感染症の流行で未実施）※ザンビアの学校から生徒が来校済
  - アメリカやドイツへのスポーツ交流
  - スウェーデンへの1週間程度の短期留学（中学全コース対象）
  - その他、姉妹校への不定期の訪問

### 国際交流・姉妹校
- ヨーロッパ・北アメリカ・アジア・アフリカの英語圏の幅広い学校と姉妹校提携や教育機関提携を実施 WWL事業提携校は後述。
  -  イギリス
    - Bournemouth & Poole College
    - Chichester College Group
    - East Sussex College Group
    - Guildford College Group（WWL事業提携校）
    - Varndean College

  -  フィンランド
    - Sedu

  -  カナダ
    - アルバータ州
      - Calgary School District
      - Canadian Rockies Public Schools
      - Edmonton Public Schools
      - Golden Hills School Division
      - Nose Creek School
      - Red Deer Catholic School
      - Red Deer Public School

    - ノバスコシア州
      - Nova Scotia International Student Program (NSISP)

  -  アメリカ合衆国
    - カリフォルニア州（モデスト市）
      - Fred Beyer High School
      - James Enochs High School
      - Thomas Downey High School
      - Grace Davis High School
      - Peter Johansen High School
      - Joseph A. Gregori High School
      - Modesto High School

    - カリフォルニア州（ターロック市）
      - Turlock High School
      - Roselawn Continuation High School
      - John H. Pitman High School

    - カリフォルニア州（セレス市）
      - Ceres High School
      - Hughson High School
      - Central Valley High School

  -  フィリピン
    - Saint Pedro Poveda College

  -  ベトナム
    - Hue University of Agriculture and Forestry

  -  スペイン（教育提携機関）
  -  イタリア（教育提携機関）
  -  ドイツ（教育提携機関）
  -  スウェーデン（教育提携機関）
  -  スイス（教育提携機関）
  -  オランダ（教育提携機関）
  -  インド（教育提携機関）
  -  ザンビア（文化交流）

## 部活動

### 高校
- 強化部
  - 硬式野球部 - 京都商時代に春夏あわせて15回（春4回・夏11回）の甲子園出場歴があり[10]、1940年春（第17回）と1981年夏（第63回）には準優勝の成績を残しているが、1986年夏（第68回）を最後に甲子園からは遠ざかっている。
  - サッカー部 - 1953年に創部され、全国高校サッカー選手権大会8回出場、インターハイ７回出場、国民体育大会4回出場と輝かしい伝統と実績がある。
  - 柔道部 - 京都商業高校時代からの強豪。中学校・高等学校では全国大会優勝レベル。
  - 男子バレーボール部
  - 女子バレーボール部
  - 卓球部

- 運動部
  - ソフトテニス部
  - 陸上競技部
  - 男子バスケットボール部
  - 女子バスケットボール部
  - バドミントン部
  - 山岳部
  - 体操部
  - ラグビー部
  - テニス部
  - 軟式野球部
  - 剣道部

- 文化部
  - バトン部 - 近畿大会で金賞を勝ち取るレベル。
  - 理科部
  - 美術部
  - 吹奏楽部
  - 写真部
  - 放送部
  - パソコン部

- 同好会・サークル
  - 図書サークル
  - GSSサークル
  - ダンス同好会
  - ボクシング同好会
  - 家庭科同好会
  - ギター同好会
  - 茶道同好会
  - 囲碁将棋同好会

### 中学校
- 運動部
  - 柔道部
  - 剣道部
  - 体操部
  - 軟式野球部
  - 卓球部
  - 陸上競技部
  - 男子バスケットボール部
  - 女子バスケットボール部
  - アウトドア部
  - テニス部

- 文化部
  - 吹奏楽部
  - 理科部
  - 放送部
  - 美術部
  - GSSサークル

## 施設・設備

### 南校地
- 翠嵐館（すいらんかん） - 中学校校舎。体育館（スポーツアリーナ）や多目的ホール、自習室、その他特別教室（PC教室、書道・技術教室、美術室等）を備える。90周年記念事業（2015年竣工）
- 光楠館（こうなんかん） - 高等学校校舎[注 2]。PC教室、和室を備える。（2008年竣工）
- 特進棟（旧：3号館[注 3]） - 特進ADVANCEDコース専用校舎。食物教室・被服教室を備える。（1979年竣工、2011年リニューアル）
- 本館（旧：1号館） - 事務室、理系実験施設[注 4]、音楽教室および選択教室等を備え、時計塔がシンボル（1963年竣工、2001年リニューアル）
- 図書館棟 - 図書館（蔵書数 約33,000冊以上）と視聴覚室を備える（1999年竣工）
- Café Phi Φ（カフェ ファイ）[注 5] - 新食堂棟（2019年度竣工）食堂・売店・図書コーナーを備える。ホールとしての利用も可能
- 第1体育館 - 講堂・体育館。空調完備。（1964年竣工、2014年リニューアル、2021年耐震化・再リニューアル）
- 第2体育館 - 体育館・柔道場。空調完備。（1996年竣工）
- 南グラウンド（テニスコート3面）
- その他、沢村栄治の全身像（冒頭の画像）や、設立者辻本光楠の胸像がある。

### 北校地
- 北グラウンド - スタンド中央にある3本の国旗掲揚ポールは1964年東京オリンピックの会場で実際に使用されたもの。2024年人工芝化。
- スポーツコート（フットサル場）
- 室内バッティング場

## 出身者

### 野球
- 沢村栄治 - 元プロ野球選手
- 中尾碩志 - 元プロ野球選手
- 徳網茂 - 元プロ野球選手
- 神田武夫 - 元プロ野球選手
- 大橋一郎 - 元プロ野球選手
- 梅田邦三 - 元プロ野球選手
- 中村順二 - 元プロ野球選手
- 中嶋愛和 - 元プロ野球選手
- 服部浩一 - 元プロ野球選手
- 清川栄治 - 元プロ野球選手
- 堀田徹 　- 元プロ野球選手
- 大隣憲司 - 元プロ野球選手
- 上茶谷大河 - プロ野球選手

### サッカー
- 川勝良一 - 元サッカー日本代表・元京都サンガF.C.監督
- 柱谷幸一 - 元サッカー日本代表・前ギラヴァンツ北九州監督
- 柱谷哲二 - 元サッカー日本代表キャプテン・ヴァンラーレ八戸監督
- 前田秀樹 - 元サッカー日本代表キャプテン・東京国際大学サッカー部監督
- 高間武 - 元サッカー選手・京都サンガF.C.テクニカルディレクター
- 前田隆司 - 元サッカー選手・前AC長野パルセイロGKコーチ
- 永田亮太 - 元サッカー選手・カマタマーレ讃岐
- 森村俊太 - サッカー選手・水戸ホーリーホック

### ラグビー
- 三木亮平 - ラグビー選手・ラグビー日本代表
- 細野裕一朗 - ラグビー選手

### ゴルフ
- 森田理香子 - 女子プロゴルファー
- 竹村真琴 - 女子プロゴルファー
- 櫻井有希 - 女子プロゴルファー
- 園田絵里子 - 女子プロゴルファー

### 柔道
- 野口仁士 - 柔道家
- 徳田真三 - 柔道家
- 平尾譲一 - 柔道家
- 中村剛教 - 柔道家
- 小林貴子 - 柔道家
- 森島直美 - 柔道家
- 山内穂乃花 - 柔道家

### 芸能
- 田中浩 - 俳優
- 中辰哉 - ボディメンター、マジシャン
- CHANG-HAENG. - パフォーマー
- 杉江謙介 - 俳優
- 長田庄平（チョコレートプラネット）- お笑い芸人
- 高田紗千子（梅小鉢）- お笑い芸人
- 小森麻由（梅小鉢）- お笑い芸人
- 小山真佐夫　- ミュージシャン
- 滝晃太朗 - 俳優

### その他
- 宮川一夫 - 映画監督
- 井上昭 - 映画監督
- 韓裕 - マルハン代表取締役社長
- 大碇剛 - 元幕内力士・現年寄甲山
- 品川真寛 - 自転車ロードレース選手
- 三木与吉郎 (12代) - 貴族院議員、衆議院議員
- 山本圭一 - 大山崎町長

## 関係校
- 学校法人永守学園
  - 京都先端科学大学
  - 京都先端科学大学附属みどりの丘幼稚園

元は同一法人であったが、学校法人京都学園（大学・幼稚園・保育園）と学校法人光楠学園（中学・高等学校）に分離。
学校法人京都学園が学校法人永守学園となり、その後2021年4月より、学校法人光楠学園も学校法人永守学園に吸収合併。

## 提携校・機関
- 京都先端科学大学 (KUAS)
- 関西大学（パイロット校）
- 同志社女子大学

### WWL事業

#### WWL事業提携校
- 日本
  - 愛媛大学附属高等学校
  - 中村学園女子高等学校
  - 京都外大西高等学校
  - 京都光華女子高等学校
  - ノートルダム女学院中学高等学校
  - 洛星高等学校
  - 京都両洋高等学校
  - 姫路女学院高等学校
- アメリカ合衆国
  - Enochs High School
  - Beyer High School
  - Gregori Joseph A. High School
  - Ripon High School
  - Davis Senior High School
  - Central Valley High School
  - Hughson High School
  - Ceres High School
- ザンビア
  - Crested Crane Academy
  - Hope and Faith School
- イギリス
  - Chichester College Group
  - East Sussex College Group
  - Guildford College Group
- フィンランド
  - Sedu
- イタリア
  - Istituto Istruzione Superiore Panzini Senigallia
- オランダ
  - Stichting Curio Onderwijsgroep West-Brabant
- スペイン
  - Xabec
- フィリピン
  - Saint Pedro Poveda College
- インド
  - S.B.Patil Public School

#### WWL事業提携機関
- 日本
  - 京都先端科学大学 (KUAS)
  - 京都大学 iCeMSキャラバン
  - 京都外国語大学 グローバルスタディーズ学科
  - ニデック株式会社
  - 株式会社日本旅行 関西教育旅行支店
  - 株式会社JTB 京都教育旅行センター
  - Institution for a Global Society株式会社
  - 株式会社平八茶屋
  - 株式会社類設計室
  - NPO法人TABLE FOR TWO International
- ベトナム
  - Hue University of Agriculture and Forestry
- インド
  - Pimpri Chinchwad College of Engineering
- タイ
  - Empag Co.Ltd.
- イタリア
  - 国際連合世界食糧計画WFP ローマ本部